# Smederevska Palanka

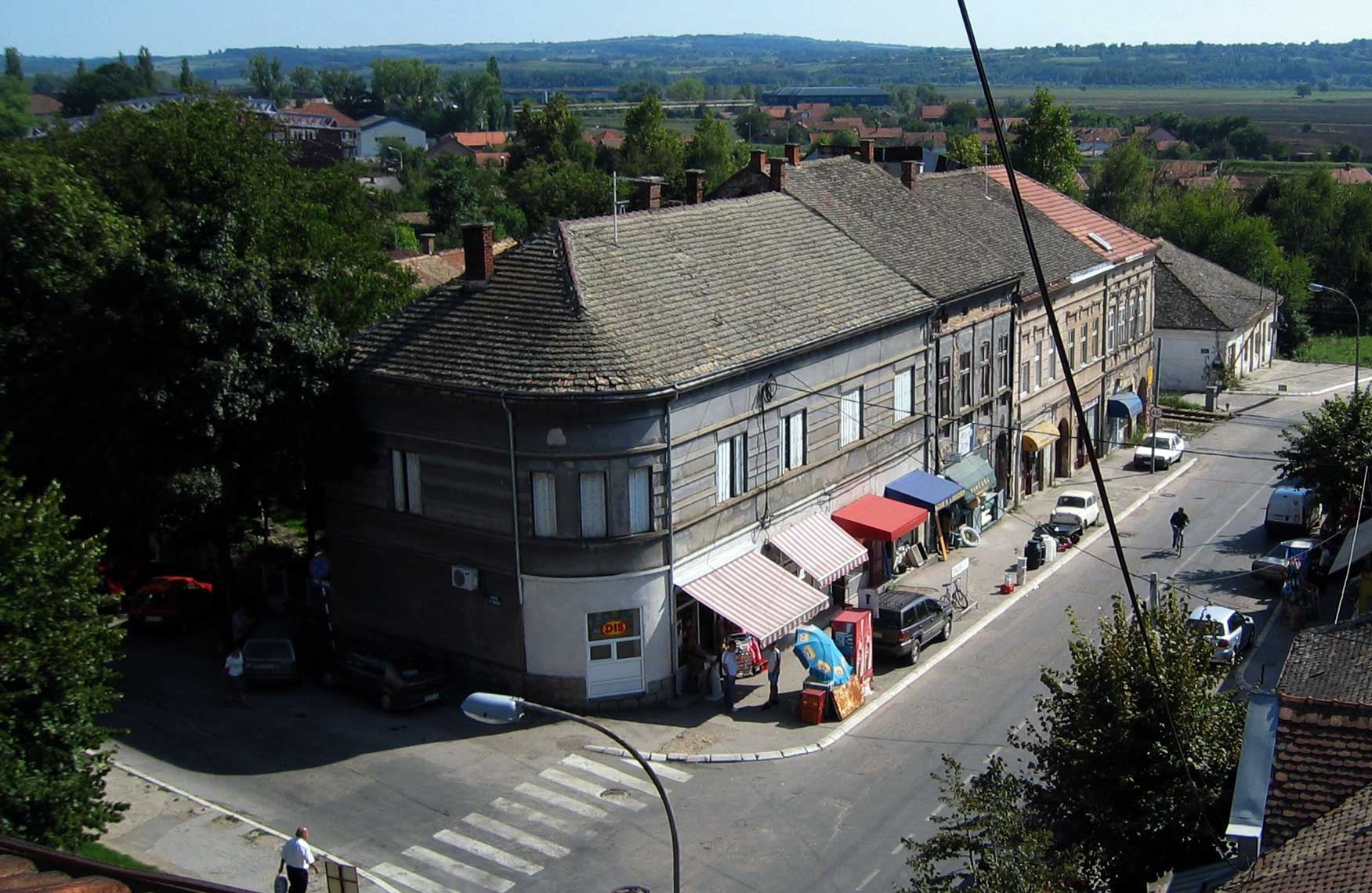
Střed města

Smederevska Palanka (v srbské cyrilici Смедеревска Паланка) je město v Srbsku, administrativně spadající pod Podunajský okruh. V roce 2011 mělo podle sčítání lidu 23 601 obyvatel. Je sídlem stejnojmenné opštiny. 

## Poloha
Město se nachází cca 80 km jihovýchodně od srbské metropole Bělehradu a protéká jím řeka Kubršnica. K té se poté připojují ještě menší přítoky (Jasenica, Kudrečki potok a Veliki Lug). Na těchto vodních tocích se v okolí S. Palanky nachází celkem čtyři umělá vodní jezera. Okolí města je víceméně rovinaté, obklopují jej menší vrcholky s nadmořskou výškou okolo 200–230 m n. m.

## Historie
Okolí Smederevské Palanky je bohaté co do počtu různých archeologických nalezišť dávných kultur, což dosvědčuje, že uvedené místo bylo osídleno již tisíce let. Na vrcholu Medvednjak byl nalezen 8 tisíc let starý předmět.
První písemná zmínka o Smederevské Palance pochází z roku 1021. Vzniklo v lokalitě, kudy již v době Římské říše probíhala cesta Via militaris.
Sídlo, které bylo po staletí součástí Osmanské říše, se mírem mezi Habsburskou monarchií a Turky stalo na 20 let v roce 1717 součástí Habsburské monarchie. Po dlouhou dobu neslo název Hasanpašina Palanka. Během prvního srbského povstání zde Karađorđe Petrović vedl rozhovory s Turky. Jednání se uskutečnila poté, co zde srbští vzbouřenci vedli nějakou dobu trvající obléhání.
Status menšího města (varošica) získala v roce 1866. 
V první světové válce se zde nacházela rezervní vojenská nemocnice. Na konci konfliktu bylo město osvobozeno od jihu postupujícími jednotkami srbské armády dne 28. října 1918. Během první světové ani druhé světové války nebylo město postiženo významnějšími bojovými událostmi, nedošlo zde k rozsáhlejšímu ničení zástavby ani infrastruktury. 
V roce 1940 zde vyhořela původní továrna na železniční vagony s názvem Jasenica a.d.
Současný název má od konce druhé světové války. V roce 2021 oslavilo město 1000 let od své první písemné zmínky. 

## Kultura a turistika
Město je v Srbsku především známé díky minerálním pramenům, které se nacházejí v jeho blízkosti. Smederevska Palanka tak má i odpovídající lázeňskou infrastrukturu. Prameny se využívají již od roku 1719. Kromě toho se v blízkosti nachází i často navštěvované jezero Kudreč. Místní městské divadlo má tradici, která se začala psát v roce 1905.
Ve městě sídlí také kulturně-umělecká společnost (KUD) Abrašević.

## Ekonomika
Sídlí zde vagonka GOŠA, která v bývalé Jugoslávii vyráběla železniční vozidla. Její areál zabírá oblast jižně od železniční stanice. Pro uvedenou továrnu byla zřízena v minulosti i samostatná škola.

## Doprava
Smederevska Palanka se nachází stranou všech hlavních dopravních tahů. V závěru 19. století získala i vlastní železniční spojení, a to prostřednictvím železniční trati, vedoucí z Bělehradu do města Velika Plana. 
Hlavní nádraží je umístěno v blízkosti autobusové stanice v jižní části města. 
Nejbližší dálnice (dálnice A1) vede rovněž u města Velika Plana a Smederevské Palance se vyhýbá. Městem procházejí silnice nižších tříd č. 147 a 156.
Jižně od města se nachází letiště se zatravněnou ranvejí (letiště Rudine).

## Zdravotnictví
Ve východní části města stojí všeobecná nemocnice pojmenovaná pod Stefanu Visokém.

## Známé osobnosti
Ze Smederevské Palanky pocházely následující slavné osobnosti:
- Božidar Trudić, hudební skladatel
- Stanoje Stamatović Glavaš, srbský hajduk
- Perica Ognjenović, fotbalista
- Miroslav Muta Nikolić, basketbalový trenér